# Szerb–bolgár háború

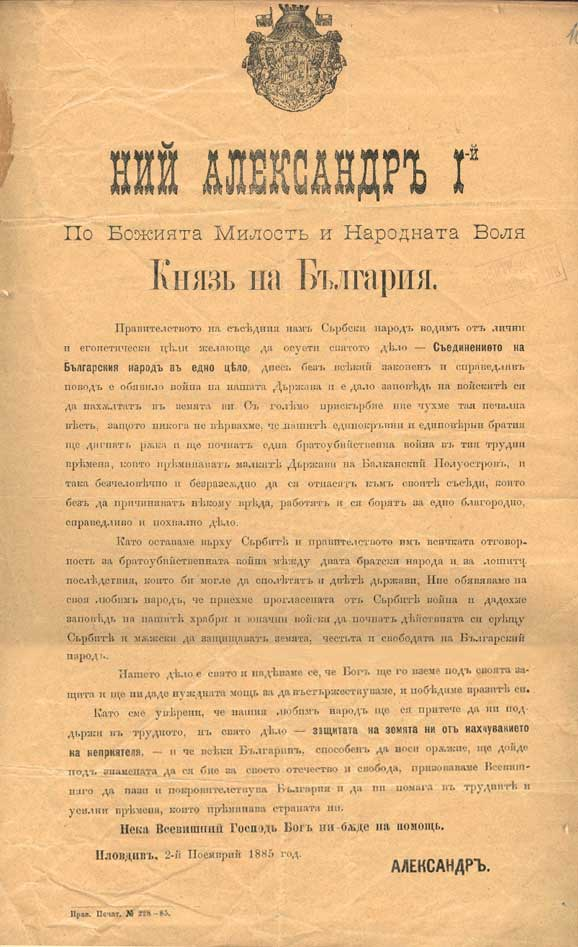
Sándor bolgár fejedelem háború kitörésekor kibocsátott manifesztuma

A szerb-bolgár háború (bolgárul: Сръбско-българска война, szerbül: Српско-бугарски рат) névvel az 1885-ben lezajlott kéthetes fegyveres konfliktust jelölik a Szerb Királyság és a Bolgár Fejedelemség között. A konfliktus kiváltó oka az oszmán fennhatóság alatti Kelet-Rumélia tartomány annektálása volt a Bolgár Fejedelemség által, amiben a szerb vezető körök országuk pozíciójának gyengülését látták. A két állam közötti összecsapás tétje így a balkáni hegemónia megszerzése volt és ez az európai hatalmi rendszerben is mélyreható változásokat eredményezett.
Annak ellenére, hogy Bulgária az Oszmán Birodalom vazallus állama volt és Kelet-Rumélia névleg hozzá tartozott, a törökök nem avatkoztak be a konfliktusba. A háború Szerbia váratlan támadásával vette kezdetét, de hamar döntő vereséget szenvedett. Az ellentámadásuk során Szerbiába betörő bolgárok a Monarchia felszólítására állították le az előnyomulásukat, ami után fegyverszünetet kötött a két fél. A konfliktusnak az 1886. március 3-án megkötött bukaresti békeszerződés vetett véget. A korábbi határok nem változtak, de az európai nagyhatalmak elismerték Bulgária egyesülését.

## Előzménye

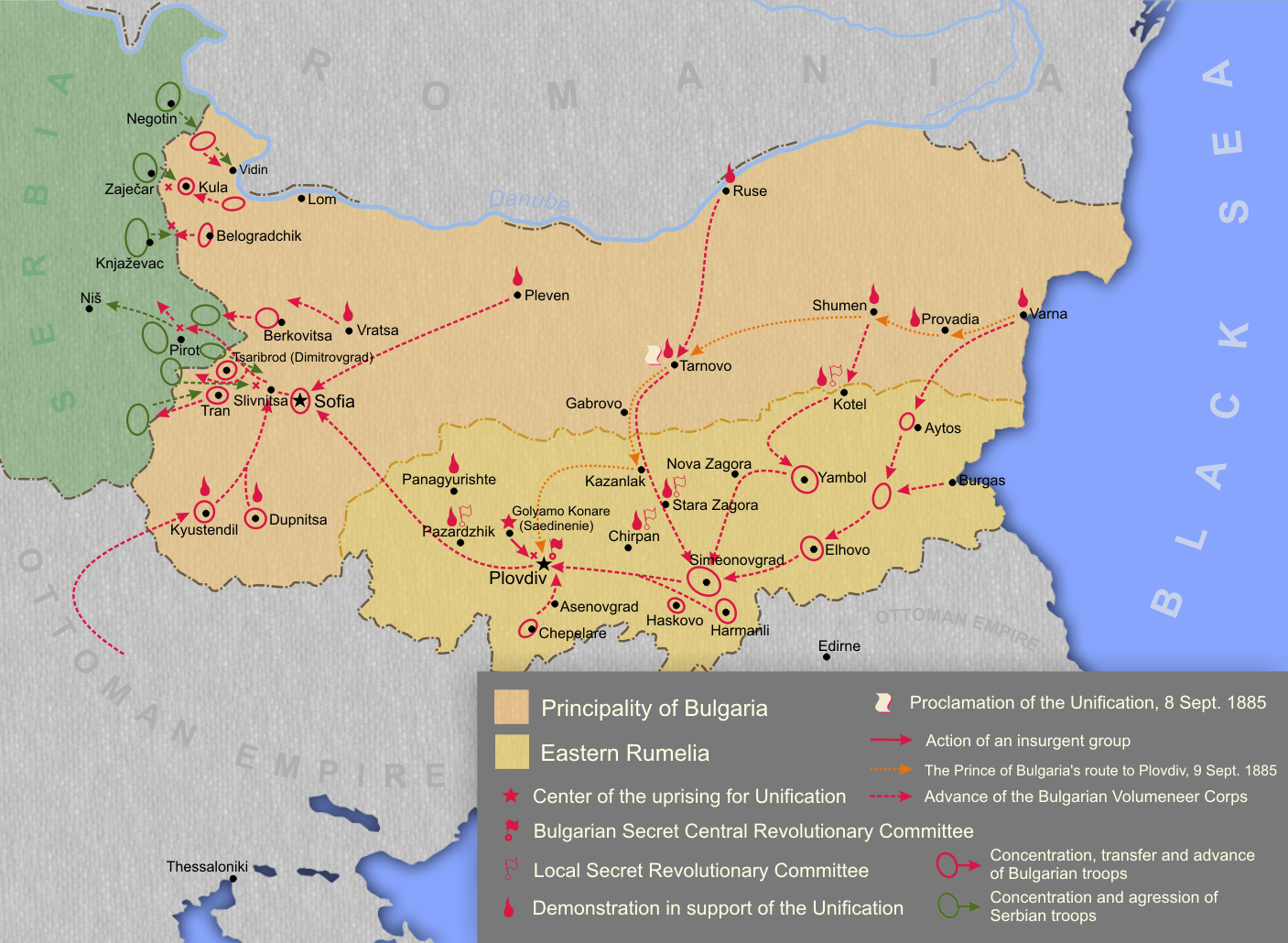
A bolgár egység és a szerb-bolgár háború menete

Az 1877-1878-as orosz–török háborút lezáró, és a győzedelmes Orosz Birodalom által diktált San Stefanó-i békében egy az Oszmán Birodalomnak továbbra is adót fizető, autonóm Bolgár Fejedelemség létrehozását fogalmazták meg a bolgár lakta területeken, közte Rumélia és Makedónia területeivel. A pár hónappal később megtartott berlini kongresszus felülbírálta ezeket a döntéseket, és Bulgáriát területi gyarapodás nélküli állapotában határozta meg autonóm és az Oszmán Birodalomnak adófizetésre kötelezett fejedelemségként. Eszerint Rumélia Balkán-hegységtől délre eső része (a tengerparti sáv nélkül) Kelet-Rumélia néven török tartomány maradt közigazgatási autonómiával, míg Makedónia területét az Oszmán Birodalomba teljesen betagolt területként határozta meg. A bolgár külpolitika ezt követően arra törekedett, hogy az ország végérvényesen kivívja a függetlenségét az Oszmán Birodalomtól és Kelet-Ruméliát és Makedóniát ismét a területéhez csatolja. A továbbra is idegen uralom alatt élni kénytelen bolgárok ellenállási mozgalmakat indítottak. Ennek eredményeképpen már 1878-ban kitört a kreszna–razlogi felkelés Makedóniában.
1879-ben Battenbergi Sándor lett az új Bolgár Fejedelemség uralkodója számos nagyhatalom támogatásával. Sándor eleinte nagybátyja, III. Sándor cár tanácsai szerint próbált kormányozni a liberális alkotmány hét évre való felfüggesztésével és az orosz katonai erőre támaszkodva, azonban a liberálisok és radikálisok nyomására 1883-ban visszaállította az alkotmányt. A liberálisok választásokon aratott győzelme miatt fordulat következett be a bolgár külpolitikában és az eddigi oroszbarát politikát egy nyugatbarát (főleg Ausztria–Magyarország és Nagy-Britannia által meghatározott) politika váltotta.
1885 szeptember 18-án a kelet-ruméliai Plovdivban egy lakosság által támogatott, tisztek vezette felkelés tört ki, mely kikiáltotta Kelet-Rumélia és a Bolgár Fejedelemség egyesülését, Sándor fejedelem pedig átvette az autonóm török tartomány feletti uralmat, amit eddig a főkormányzó gyakorolt.
Kelet-Rumélia Bulgáriához való csatlakozására válaszul az Orosz Birodalom leállította a katonai együttműködést Bulgáriával és kivonta az országból a katonaságát. A befolyását a Balkánon folyamatosan növelő Ausztria–Magyarország különösen ellenezte az egyesülést, mert nem akart egy erős szláv államot a térségben, hanem inkább látott volna több kisebbet, akik könnyebben befolyásolhatók. Bár egy nagy balkáni szláv állam létrejöttét maga sem akarta, az egyesülést közvetlen módon támogatta Nagy-Britannia azzal, hogy akadályozta az Oszmán Birodalom fellépését, amivel többek között a berlini konferencia utáni diplomáciai izolációjának kívánt véget vetni. Az Oszmán Birodalom amiatt is ki kívánt maradni a konfliktusból, mert tartott attól, hogy a belesodródása az oroszokat bevonta volna.
Bulgária nyugati szomszédja, Szerbia szintén a Balkánon betöltött szerepének csökkenésétől tartott a bolgárok megerősödése következtében. Makedónia területére Szerbia is igényt tartott, melyről most úgy vélte, hogy bolgár hadjárat készül a megszerzésére. I. Milán szerb király (1868–1889) számára különösen bosszantó volt, hogy az oroszpárti ellenzéki vezetőket, mint a Timok-lázadást felszító Nikola Pašić menedéket kaptak Bulgáriában a felkelésük leverését követően. Az egyesülés bejelentése után heves tüntetések kezdődtek Görögországban, mivel a görögök attól tartottak, hogy egy Nagy-Bulgária létrejötte göröglakta területekre is igényt tarthat. A tüntetők a kormányzatukat felszólították, hogy üzenjen hadat Bulgáriának. Szerbia közösen való katonai fellépést ajánlott Görögországnak, de ezt a görögök visszautasították.
A Monarchia támogatásról szóló ígéreteinek hatására és a területi nyereség reményében (a Nyugat-Balkánon adandó koncessziókért cserébe) I. Milán hadat üzent Bulgáriának 1885. november 13-án. A stratégia nagyrészt a meglepetés erejére alapozott, mivel Bulgária az Oszmán Birodalom részéről számított támadásra és ezért a délkeleti határa mentén vonta össze csapatait.

### Közvetlen okok
A szerbek számára ürügyet a háború megindítására egy apró határ menti vita (az ún. Bregovo-vita) szolgáltatta. A két ország között részben a Timok folyó képezte a határt, melynek medre az évek alatt kis mértékben változott. Idővel a Bregovo nevű falu közelében lévő szerb őrház a folyó bolgár oldalára került. Bulgária többször felszólította Szerbiát, hogy hagyja el az őrházat, és miután ennek a szerbek nem tettek eleget, a bolgárok erővel távolították el az őrháznál lévő szerb katonákat.
A bolgár források ellenben számos szerb betörésről tesznek említést Bulgária területére és ezeket említik az ellenségeskedések okaiként. A bolgárok a katonaságukat hátrébb vonták a határtól, hogy ne szolgáltassanak ürügyet a szerbeknek a támadásra azzal, hogy erővel védik meg a határvonalat. Több behatolás után 1885. november 13-án Szerbia hadat üzent Bulgáriának.

## Szemben álló erők összehasonlítása

### Szerb hadsereg

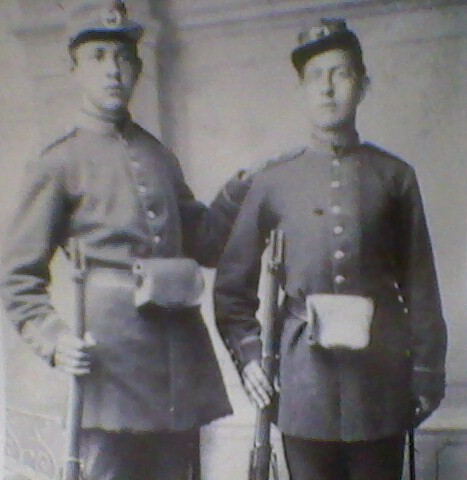
Szerb kadétok Mauser-Milovanović (Mauser-Koka) karabélyokkal

A szerb hadseregnél a kor legmodernebb karabélyai között számon tartott Mauser-Milovanovićot rendszeresítették, melynek kiválóak voltak a ballisztikai mutatói. A szerb tüzérség felszereltsége ezzel szemben gyenge volt és még mindig előltöltős, La Hitte-rendszerű lövegeket használtak. De Bange-rendszerű hátultöltős lövegeket ekkorra már rendeltek és ki is fizették őket, de csak a háború utáni évben, 1886-ban érkeztek be. A hadműveletekben bevetni szánt szerb katonaság összlétszáma mintegy 60 000 fő volt. Milán király két részre osztotta a haderejét, a Nisava és a Timok hadseregekre. A Nisava hadseregre volt bízva a legfőbb cél, a nyugati bolgár védművek leküzdése után Szófia elfoglalása, ami után az Ihtiman magaslatok irányába kellett volna tovább nyomulniuk. A szerb stratégák úgy számoltak, hogy a török határ közeléből érkező bolgár erősítésekkel ebben a térségben fognak majd megütközni. Szerbia fő előnye a modernebb kézifegyverek mellett a magasabban képzett tisztikara és katonasága volt, mivel jelentős tapasztalattal rendelkeztek az Oszmán Birodalommal vívott legutóbbi két háború után.
Azonban Milán király politikája miatt a szerbeknek belső problémáik adódtak, amelyek lenullázták ezeket az előnyöket:
Annak érdekében, hogy a gyorsnak vélt győzelemmel járó dicsőséget magáénak tulajdoníthassa, Milán király nem vette igénybe az előző háborúk ismert vezetőinek (Jovan Belimarković, Đura Horvatović és Milojko Lešjanin tábornokok) szolgálatát a hadsereg vezetéséhez, hanem maga töltötte be a hadsereg főparancsnokának teendőit és a hadosztályparancsnoki tisztségek többségét olyan tiszteknek adta, akiket főként hűségük és nem katonai tapasztalataik alapján választott ki. Ilyen volt például a Morava hadosztály parancsnoka, Petar Topalović, aki korábban a katonailag gyengén megszervezett Timok-lázadás leverését irányította.
Ezen túl a bolgár hadsereg alábecsülése és a népszerűtlen háború folytatása miatti lázadásoktól tartva Milán király csak az első osztályú, harminc évnél fiatalabb gyalogos katonákat mozgósította, akik mindössze a felét tették ki a mozgósítható állománynak. Ezzel megfosztotta a szerb hadsereget az Oszmán Birodalom elleni harcokban részt vett veterán katonáitól.
A modern karabélyok bár a kor legjobb fegyverei közé tartoztak Európában, megvoltak a saját problémáik. Mindössze két évvel a háború előtt jelentek meg és ezért számos katona nem volt megfelelően kiképezve a használatukhoz. Még ennél is fontosabb volt, hogy a puskák elméleti képességei gyakran félrevezették a szerb tiszteket. Ők sem szereztek még velük kellő tapasztalatot, és ezért 800 méter távolságon túlra lévő célpontokra is tüzet vezényeltek, amivel csekély eredményeket értek csak el az értékes muníció elpazarlása mellett. A vásárolt muníció mennyiségét viszont a korábbi háborúk alapján határozták meg, mikor a jóval régebbi fegyverekkel még jóval lassabb tűzgyorsaságot értek el. A szituációt a korabeli szerb taktika is rontotta, ami a tűzerőre alapozott és kevesebb szerepet tulajdonított a kézitusának. Ez súlyos veszteségeket vont maga után a Pirot védelmében a Neškov Visért (Neskov-domb) folytatott harc során.
Míg a bolgár hadsereg a saját országát védte és a lakosságot egységesítették a hazafias érzelmek, addig a szerbeket megtévesztette a királyuk, aki a hadsereghez intézett manifesztumában azt közölte a katonáival, hogy a Bulgária megsegítésére indulnak egy újabb Oszmán Birodalom elleni háborúban. A szerb katonákat ezek után meglepetésként érte, hogy ehelyett a bolgárokkal kell harcolniuk.[forrás?] Vélhetőleg Milán király csak ezzel a valótlan állítással tudhatta mozgósítani a haderejét úgy, hogy az ne okozzon engedetlenséget és felzúdulást.

### Bolgár hadsereg
Bulgária két nagy nehézséggel kellett szembenézzen a szerb támadás során. A Kelet-Ruméliával való egyesüléskor Oroszország kivonta a katonai tanácsadóit, akik addig a fiatal bolgár hadsereg minden nagyobb alakulatát. A bolgár tiszteknek, akiknek a hadsereg irányítását el kellett látniuk, csak kisebb alegységek (szakaszok) vezetésében voltak tapasztalataik, ami miatt a konfliktust nevezik a „kapitányok háborújának” is. Mivel a bolgár kormányzat az Oszmán Birodalom részéről számított támadásra, a fő erőiket a délkeleti határszakaszon vonták össze, és ezek átirányítása a szerb határhoz öt-hat napot vett igénybe. Bár a bolgárok kézi lőfegyverei gyengébbek voltak a szerbekénél, a Krupp-mintájú hátultöltős ágyúkkal rendelkező tüzérségük jelentős fölényben volt.
A háborúban a bolgár oldalon részt vett egy muzulmánokból álló 2000 fős ezred, egy külföldön tanuló diákokból álló század, valamint a még török uralom alatt álló Makedóniából érkező önkéntesek Iljo Vojvoda parancsnoksága alatt.
Két bolgár stratégiai elképzelés létezett: az egyik, amit Battenberg Sándor támogatott, az Ihtiman-magaslatoknál sorra kerülő nagy csatával számolt. Ennek az elképzelésnek a hátránya az volt, hogy fel kellett volna adni hozzá a fővárost, ami után a szerbek le is állíthatták a hadjáratukat és a nagyhatalmakat kérhették volna fel a döntőbíráskodásra. Emiatt végül azt a stratégiai tervet fogadták el, amely alapján Szlivnica térségében kellett megvívni a döntő összecsapást. Olimpi Panov kapitánynak jelentős szerepe volt e végső döntés meghozásában.

## Katonai cselekmények

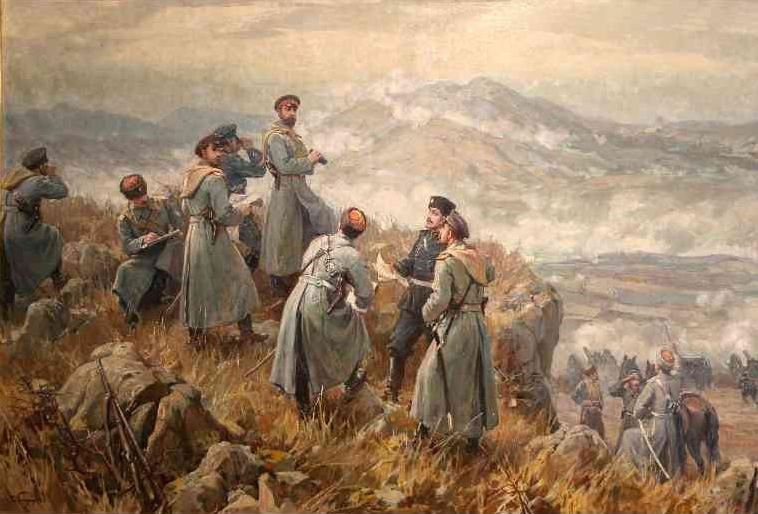
Battenbergi Sándor a szlivnicai csata közben

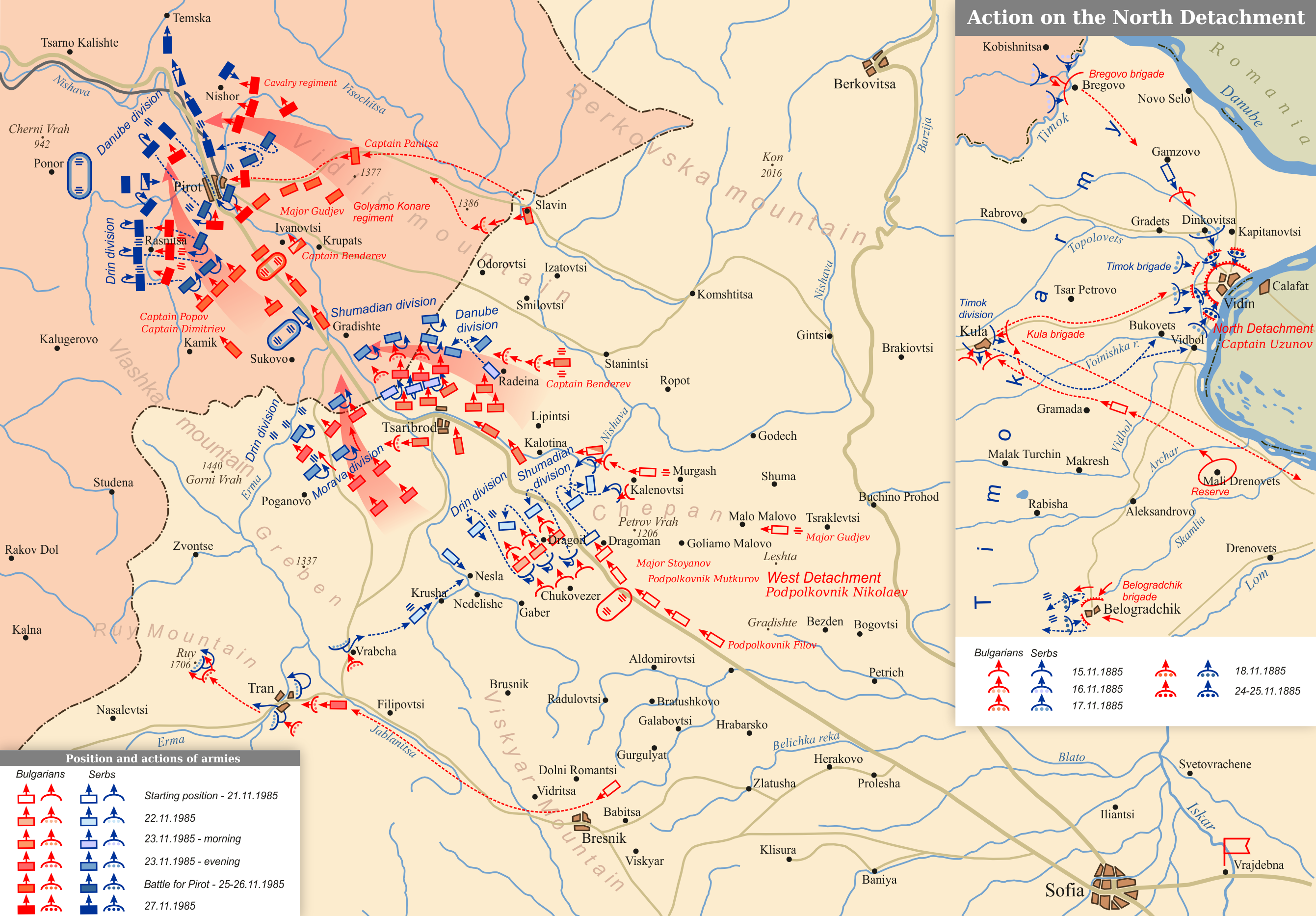
A bolgár hadsereg ellentámadása
november 22-27 között

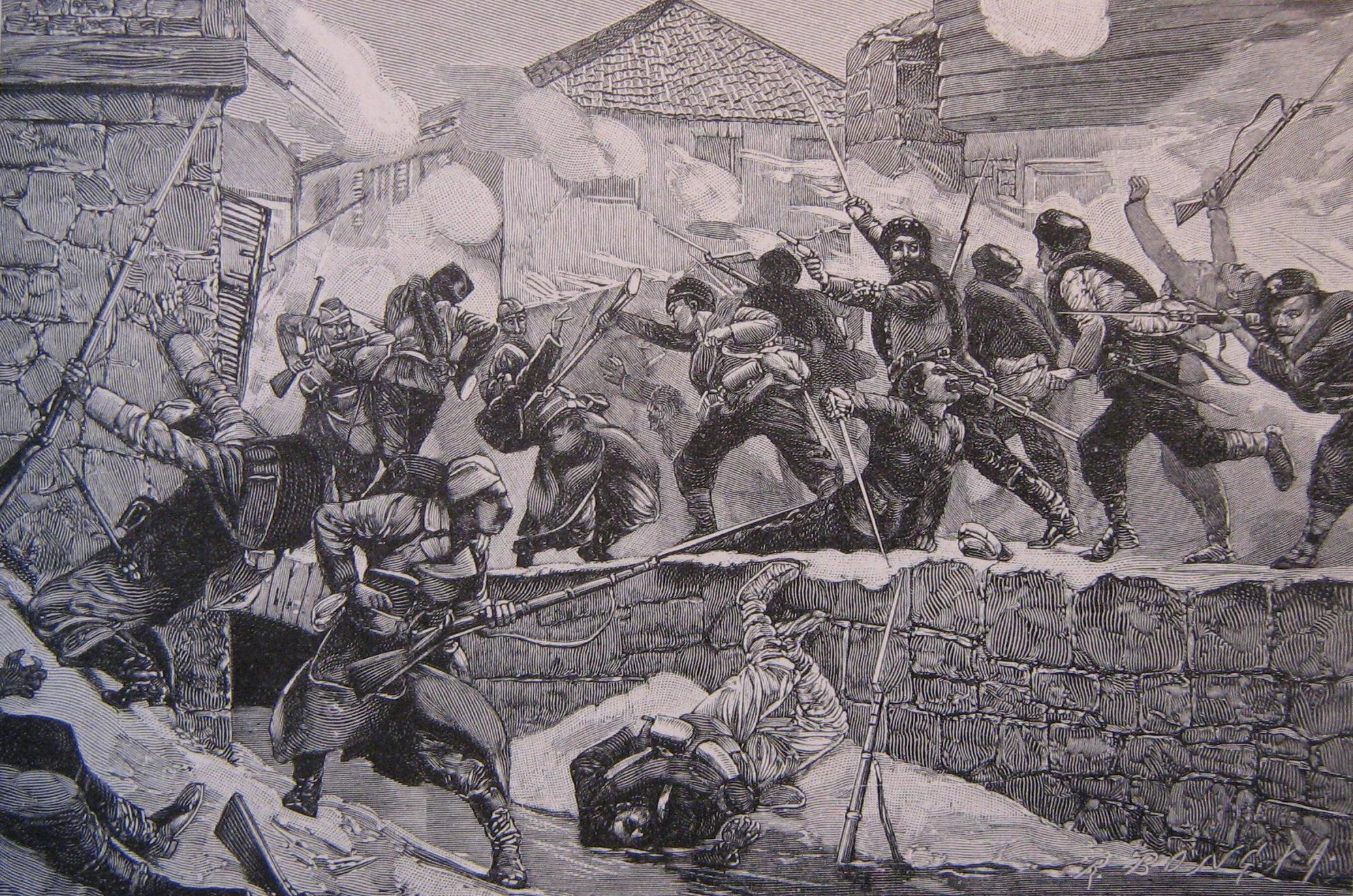
Utcai harcok Pirotban

### November 16–19.
Sándor herceg november 16-án este érkezett meg a frontvonalra, ahol Gucsev őrnagy parancsnoksága alatt jól előkészített védelmi állásokat talált, melyekben kilenc zászlóalj, 2000 önkéntes és 32 ágyú foglalt helyet. A védelmi vonal 48 km hosszan húzódott lövészárkokkal és tüzérségi redutokkal a főút mindkét oldalán a Szlivnica előtti hegyvonulaton. Ettől jobbra hegyvidéki volt a terep, míg ettől balra a Visker-dombokon át könnyebben járható út vezetett Breznikbe.
A szerb arcvonal közepén elhelyezett hadosztályok is november 16-án érkeztek meg Szlivnicához és itt megálltak, hogy kipihenjék a Dragoman-hágónál vívott heves küzdelem fáradalmait, ahol a bolgárok a késleltetésükre bocsátkoztak velük harcba. A Morava hadosztály a déli szárnyon még jelentős távolságra volt célpontjától, Brezniktől. A front északi részén a Duna mentén indított támadás elakadt.
November 17-én reggel esett az eső és leszállt a köd, a várt szerb támadás elmaradt. 10 órára Sándor három a jobb szárnyon lévő zászlóaljnak támadásra adott parancsot. A bolgár támadás bár meglepetésként érte a gyülekezőben lévő Duna hadosztályt, de a szerbek hamarosan visszaszorították őket. A szerbek fő támadása az arcvonal közepén indult meg jórészt tüzérségi előkészítés nélkül, mivel az ágyúiknak nem volt megfelelő ehhez a lőtávolsága. A bolgárok tüze visszavonulásra kényszerítette őket, miközben 1200 fős veszteséget szenvedtek el. Benderev kapitány felmentő hadoszlopa visszafoglalta a jobb szárnyon elveszített magaslatokat és visszaszorította a Duna hadosztályt az útig.
November 18-án hajnalban a szerbek a bolgár arcvonal gyengébb bal szárnya ellen indítottak támadást. Még épp időben érkezett meg a Preslav-ezred a pozíciók megerősítéséhez. A centrumban a szerbek újabb támadásokat indítottak és jelentős veszteségeket szenvedtek el miközben visszaverték őket. Benderev eközben két újabb állást foglalt el a hegyekben.
November 19-én a szerbek két hadosztállyal támadták a bolgárok bal szárnyát Karnult (ma: Deljan), hogy felzárkózzanak a Morava hadosztályhoz. Azonban Popov kapitány három zászlóalja tartani tudta magát a Morava hadosztállyal szemben a Visker-domboknál, így az átkaroló hadművelet nem járt sikerrel. Sándor ekkor ellentámadást rendelt el ami a szerbeket mindkét szárnyon visszaszorította. A szerbeket a sötétség beállta mentette meg a teljes összeomlástól.

### November 19–28
A szlivnicánál vívott csata volt a háború döntő összecsapása. Az itt harcoló szerbek csak korlátozott utóvédharcokat vívtak visszavonulásuk közben és november 24-re már elhagyták Bulgária területét. A Timok hadosztály északon folytatták Vidin ostromát november 29-ig.
A bolgár hadsereg két erős hadosztállyal (Gucsev és Nikolajev hadosztályok) és a szárnyaikat támogató hadoszlopokkal átlépte a határt. Mindkét ék Pirot felé tartott. A szerb hadsereg a várostól nyugatra lévő magaslatokon ásta be magát. November 27-én a bolgár hadsereg átkarolta a szerbek jobb szárnyát. A végső támadást személyesen maga Sándor herceg vezette. A szerbek ennek hatására elhagyták Pirotot Niš irányába visszavonulva és általános mozgósítást rendeltek el. A tartalékosok azonban a tűzszünetig már nem érkeztek meg a hadszíntérre.

## A háború vége és a békekötés

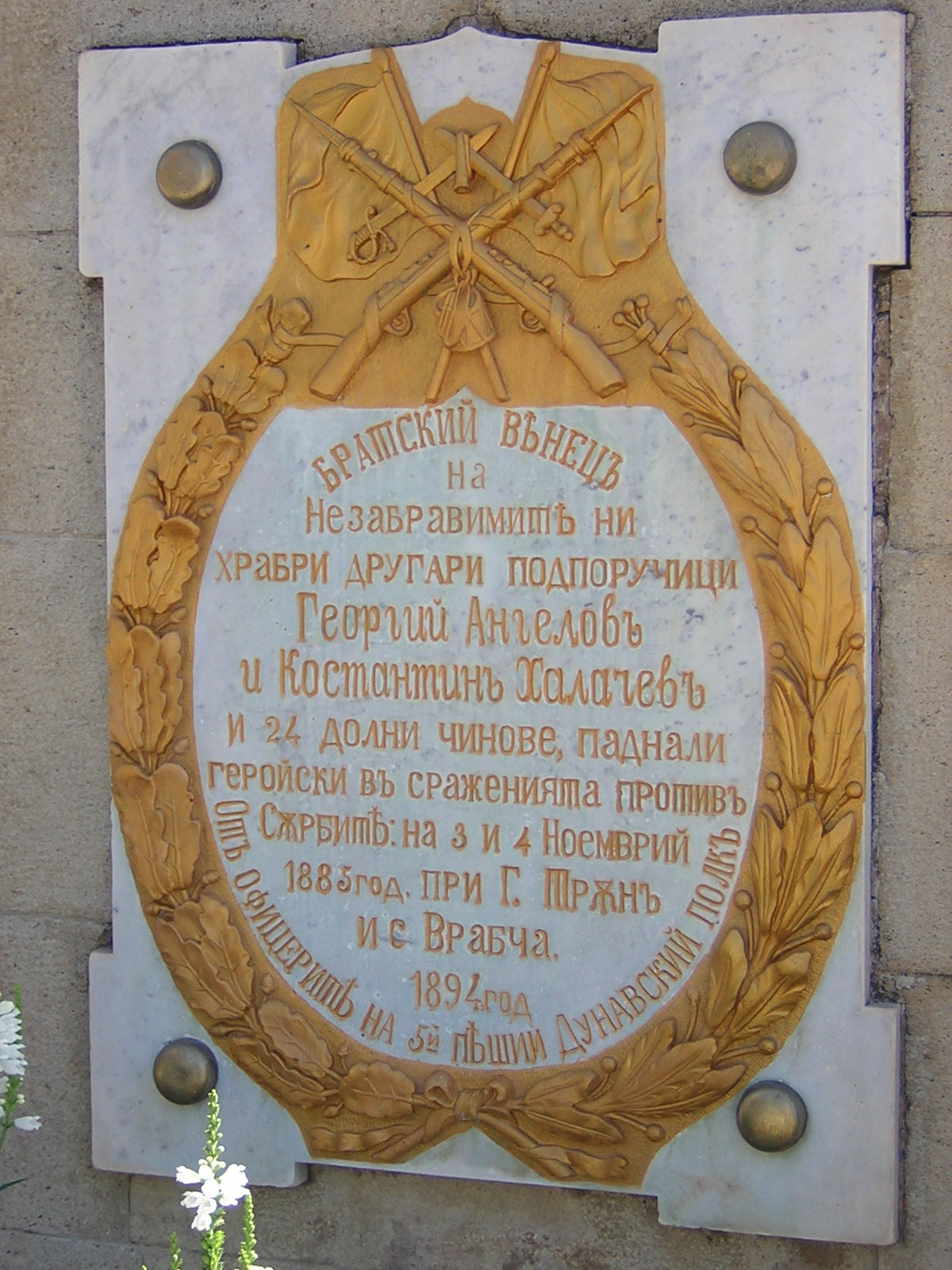
A határ menti összecsapások során elesett katonák emlékműve

A szerbek veresége Ausztria–Magyarország közbelépését vonta magával. November 28-án a Monarchia belgrádi nagykövete, Rudolf von Khevenhüller-Metsch gróf felkereste a bolgár hadsereg főhadiszállását és a katonai műveletek leállítását követelte, kilátásba helyezve, hogy amennyiben ez nem történik meg, akkor a bolgár haderő osztrák–magyar csapatokkal kerülhet szembe. A tűzszünetet november 28-án írták alá, de ez nem tántorította el a szerbeket attól, hogy tovább próbálkozzanak Vidin elfoglalásával annak érdekében, hogy tárgyalási alapul szolgálhasson a visszaadása. Még annak ellenére sem hagytak fel az itteni támadásaikkal, hogy a Monarchia ezt követelte tőlük. A háborút lezáró bukaresti békeszerződést 1886. március 3-án írták alá. Ennek rendelkezései alapján a szerb–bolgár határvonal maradt a korábbi., azonban a Bulgária és Szerbia közötti bizalom és barátság, amit az Oszmán Birodalom elleni közös harc eredményezett, jóvátehetetlen károkat szenvedett.
A háború fontos lépés volt Bulgária nemzetközi helyzetének megerősítésében, mivel a győzelem jelentős mértékben védte meg a bolgár egységet. A tophanei egyezményben (1886. április 5.) nemzetközileg is elismerték a Bolgár Fejedelemség és Kelet-Rumélia egyesülését. Az Orosz Birodalom ennek ellenére továbbra is elutasítóan viszonyult Bulgária egyesüléséhez és a bolgár fejedelemhez. A vereség maradandó sérülést ejtett a szerb hadseregen, melyről a szerb lakosság úgy tartotta, hogy még nem szenvedett vereséget. A hadseregen ambiciózus reformokat hajtottak végre, melyek később részben hozzájárultak az Obrenović-dinasztia bukásához.
Milán király rossz ítélőképességét és vezetői kvalitását tekintik általánosan Szerbia vereségének okának a konfliktusban. Milán abban a hitben volt, hogy a hadjárat „egy séta lesz Szófiába” és ezért csak a szerb haderő mintegy egyharmadát vetette be. A haderő nagy részét azért is tartotta vissza, mert folyamatosan attól tartott, hogy összeesküvők puccsot kísérelnek meg ellene, aminek leveréséhez szükség lesz a hadseregre. A szerb király a berlini kongresszus saját értelmezése és személyes megítélései alapján üzent hadat Bulgáriának. A prominens szerb államférfiak és számos politikai vezető, köztük Stojan Novaković nem osztották a királyuk lelkesedését a háború iránt. Novaković a bolgárokkal való békés megegyezés mellett állt ki és abban hitt, hogy a Balkán államainak együtt kell működniük egymással hasonlóan Mihály szerb fejedelem idejéhez. Novaković kritizálta a király cselekedeteit, önkényesnek, kérkedőnek és nem a tényeken alapulónak nevezve azokat.
A szerb lakosság általánosságban nem lelkesedett a háborúért és nem támogatta azt, nem is voltak számára világosak a megindítása mögötti megfontolások. Slobodan Jovanović szerb akadémikus szerint a szerb lakosság a konfliktust Milán „kabinetháborújának” tekintette. Milan Piroćanac politikus úgy vélte, hogy Milán nem hazafias meggondolásból indította meg a háborút, hanem a külföldről érkező támogatások biztosításának reményében tette ezt annak érdekében, hogy vissza tudja fizetni a jelentős adósságát a Monarchiának. Számos szerb tisztségviselő ellenezte a háborút, számukra a bolgárok és a szerbek „szomszédok” és „ortodox testvérek” voltak. Milan Đ. Milićević akadémikus arra hívta fel a figyelmet, hogy sok belgrádi lakos tüntetett a háború ellen azzal, hogy a szerbek és a bolgárok „majdnem ugyanaz a nép”. Natália királyné szintén ellenezte a háborút.
Másrészt a szerb hadsereg vezetőségének egy része teljes mértékben támogatta a háborús erőfeszítéseket arra hivatkozva, hogy a bolgárok atrocitásokat – gyilkosságot, lopást, nemi erőszakot – követnek el szerb polgári lakosok ellen Dél-Szerbiában és a még oszmán fennhatóság alatt álló és a szerb vezetés által Régi Szerbiának (Ószerbiának) nevezett területen. A háború után Milán király a mai Észak-Macedónia felé fordította a figyelmét, ahol szerb és bolgár érdekek ütköztek egymással. A szerb hadvezetés és a politikai elit számos tanulságot vont le a háborúból és ezek alapján folytatta a hadsereg fejlesztését.

## A háború kihatása a nagypolitikára
Ezen események következtében, melyeket összefoglalóan „bolgár válság” névvel illetnek, a Monarchia és az Orosz Birodalom viszonya olyan mértékben megromlott, hogy az a három császár szövetségének felbomlásához vezetett. Habár I. Sándor bolgár fejedelmet egy oroszok által kezdeményezett puccs során megbuktatták, a Sztefan Sztambolov vezette bolgár kormányzat így is érvényesíteni tudta a bolgár érdekeket Oroszországgal szemben. Oroszország ezt követően újabb katonai felkeléseket szított (Burgaszban, Szilisztrában, Ruszéban) és a flottáját Várna elé küldte, a befolyását azonban elveszítette Bulgáriában Nagy-Britanniával szemben a felkelések leverése után, ezért megszakította a diplomáciai kapcsolatait a fejedelemséggel. A Monarchia ezzel szemben erősíteni tudta a befolyását és az általa favorizált Ferdinand von Sachsen-Coburg-Gotha-Koháry herceg lett az új bolgár fejedelem I. Ferdinánd néven.
Csak a német kormányzat erőteljes nyomásgyakorlása akadályozta meg egy a Balkán-félszigetre kiterjedő fegyveres konfliktus kirobbanását, melybe a nagyhatalmak is belekeveredtek volna. Otto von Bismarck német kancellárnak a szövetségi politikáját az ún. „kisegítések rendszerével” (System der Aushilfen) kellett megmentenie. A három császár szövetségének felbomlása utáni közvetlen következmény volt a viszontbiztosítási szerződés és a földközi-tengeri antant megkötése.

## Emlékezete
- George Bernard Shaw Arms and the Man című színpadi darabja[20][21] és Oscar Straus ezen alapuló „A bátor katona” operettje 1908-ban ebben a háborúban játszódnak.
- Mivel a jobban kiképzett és jobban felszerelt szerb hadsereg az újonnan létrehozott bolgár hadsereggel szemben vívta a háborúját, ezért a konfliktusra utalnak a „tábornokok altisztek elleni háborújaként” is.[22]

## Fordítás
- Ez a szócikk részben vagy egészben  a   Serbo-Bulgarian War című angol Wikipédia-szócikk ezen változatának fordításán alapul.  Az eredeti cikk szerkesztőit annak laptörténete sorolja fel. Ez a jelzés csupán a megfogalmazás eredetét és a szerzői jogokat jelzi, nem szolgál a cikkben szereplő információk forrásmegjelöléseként.
- Ez a szócikk részben vagy egészben  a   Serbisch-bulgarischer Krieg című német Wikipédia-szócikk ezen változatának fordításán alapul.  Az eredeti cikk szerkesztőit annak laptörténete sorolja fel. Ez a jelzés csupán a megfogalmazás eredetét és a szerzői jogokat jelzi, nem szolgál a cikkben szereplő információk forrásmegjelöléseként.

## Forrás
- Ćirković, Sima. The Serbs. Malden: Blackwell Publishing (2004). ISBN 9781405142915
- Bulgaria, 1878-1918: A History. East European Monographs (1983. augusztus 14.). ISBN 9780880330299
- (1923) „Bulgaria under Prince Alexander”. The Slavonic Review 1 (3).
- Hertslet, Edward. The Map of Europe by Treaty, First, London: Harrison and Sons (1891) Sablon:PD-icon
- Tsarist Russia and Balkan Nationalism: Russian Influence in the Internal Affairs of Bulgaria and Serbia, 1879-1886. University of California Press (1962. augusztus 14.)
- The Unification of Northern and Southern Bulgaria in 1885. Sofia Press (1985. augusztus 14.)
- A History of Bulgaria 1393-1885. Frederick A. Praeger (1962. augusztus 14.)
- The Struggle of the Bulgarians for National Independence Under Prince Alexander: A Military and Political History of the War Between Bulgaria and Servia in 1885. J. Murray (1886. augusztus 14.)
- Histoire du peuple serbe (francia nyelven). Lausanne: L’Age d’Homme (2005. augusztus 14.). ISBN 9782825119587
- Đorđević, Vladan: Историја српско-бугарског рата 1885 - књига прва. Издање задужбине И. М. Коларца, 1908 [2015. április 22-i dátummal az eredetiből archiválva]. (Hozzáférés: 2023. december 29.)
- Đorđević, Vladan: Историја српско-бугарског рата 1885 - књига друга. Издање задужбине И. М. Коларца, 1908 [2015. április 22-i dátummal az eredetiből archiválva]. (Hozzáférés: 2023. december 29.)
- Jovanović, Slobodan. Vlada Milana Obrenovića: 1878–1889. Izdavačka knjižarnica Gece Kona (1927)
- Novovekovne srpske dinastije u memoaristici. Belgrade: Institute of history (2007). ISBN 9788677430665
- Rastović, Aleksandar. Велика Британија и Србија (1878–1889). Istorijski institut (2000). ISBN 978-86-355-0463-6
- Stojančević, Vladimir (1986). „Из проблематике српско–бугарског рата 1885.”. Résumé 32, 187–208. o.
- Vučković, Vojislav J.. Дипломатска Историја Српско-бугарског Рата, 1885–1886. (1956)
- Georgi Bakalov, Milen Kumanov: Elektronno izdanie – Istorija na Bǎlgarija. Trud, Sirma, Sofia 2003. (bulgarisch)
- Hans-Joachim Böttcher: Prinz Alexander von Battenberg, 1857–1893: Im Strudel europäischer Politik und des Herzens. Gabriele Schäfer Verlag, Herne 2021, ISBN 978-3-944487-84-7.
- Hugo von Bilimek-Waissolm: Der Bulgarisch-Serbische Krieg 1885. Wien 1886 (Digitalisat).
- Alexander Fjodor Golowine: Fürst Alexander I. von Bulgarien (1879-1886). Wien 1896.
- Spiridon Gopčević: Bulgarien und Ostrumelien – Mit besonderer Berücksichtigung des Zeitraums von 1878–1886. Leipzig 1886. S. 121 ff.
- Alois Hajek: Bulgariens Befreiung und staatliche Entwicklung unter seinem ersten Fürsten. München/Berlin 1939.
- Arthur v. Huhn: Der Kampf der Bulgaren um ihre Nationaleinheit. Leipzig 1886.
- H. Hungerbühler: La mission militaire Suisse sur le théatre de la guerre Serbo-Bulgare. Benda, Lausanne 1886.
- Gerald Knaus: Bulgarien. Verlag Beck, München 1997, S. 67–68.
- Richard v. Mach: Elf Jahre Balkan. Erinnerungen eines Preussischen Officiers aus den Jahren 1878 bis 1887. Breslau 1889. S. 234–375.
- Alfons Dragoni Edler v. Rabenhorst: Strategische Betrachtungen über den serbisch-bulgarischen Krieg 1885. Graz 1886.